# 아메리카 연합국의 국가
아메리카 연합국의 국가는 주여, 남부를 지켜 주소서!(God Save the South)였다. 조지 헨리 밀스(George Henry Miles)가 작사, 찰스 W. A. 엘러브록(Charles W. A. Ellerbrock)이 작곡하였다.

## 영어 가사
I.
God save the South, God save the South,
Her altars and firesides, God save the South!
Now that the war is nigh, now that we arm to die,
Chanting our battle cry, "Freedom or death!"
II.
God be our shield, at home or afield,
Stretch Thine arm over us, strengthen and save.
What tho' they're three to one, forward each sire and son,
Strike till the war is won, strike to the grave!
III.
God made the right stronger than might,
Millions would trample us down in their pride.
Lay Thou their legions low, roll back the ruthless foe,
Let the proud spoiler know God's on our side.
IV.
Hark honor's call, summoning all.
Summoning all of us unto the strife.
Sons of the South, awake! Strike till the brand shall break,
Strike for dear Honor's sake, Freedom and Life!
V.
Rebels before, our fathers of yore.
Rebel's the righteous name Washington bore.
Why, then, be ours the same, the name that he snatched from shame,
Making it first in fame, foremost in war.
VI.
War to the hilt, theirs be the guilt,
Who fetter the free man to ransom the slave.
Up then, and undismay'd, sheathe not the battle blade,
Till the last foe is laid low in the grave!
VII.
God save the South, God save the South,
Dry the dim eyes that now follow our path.
Still let the light feet rove safe through the orange grove,
Still keep the land we love safe from Thy wrath.
VIII.
God save the South, God save the South,
Her altars and firesides, God save the South!
For the great war is nigh, and we will win or die,
Chanting our battle cry, "Freedom or death!"

## 해석
I.
신은 남부를 구하고 신은 남부를 구하고
그녀의 제단과 노변, 하나님이 남부를 구하십니다!
이제 전쟁이 가까워졌고 이제 우리는 죽을 준비를 했고
전투 외침 "자유 아니면 죽음!"
II.
신은 우리의 방패가 되시고 집에서든 멀리서든
당신의 팔을 우리 위로 뻗고 강화하고 저장하십시오.
그들은 3 대 1, 각 형제와 아들을 앞으로
전쟁이 이길 때까지 공격하고 무덤을 공격하세요!
III.
신은 힘보다 옳은 것을 강하게 만드셨습니다.
수백만 명이 자존심으로 우리를 짓밟을 것입니다.
그들의 군단을 낮추고, 무자비한 적을 물리 치고
자랑스러운 스포일러에게 하나님이 우리 편임을 알리십시오.
IV.
명예의 부름을 받아 모두를 소환합니다.
우리 모두를 다툼으로 소환합니다.
남쪽의 아들들, 깨어 라! 브랜드가 깨질 때까지 스트라이크,
친애하는 명예를 위해 스트라이크하세요, 자유와 생명!
V.
반란군, 과거의 우리 조상.
반란군은 워싱턴이 낳은 의로운 이름입니다.
그렇다면 그가 수치심에서 빼앗은 이름 인 우리의 이름이
전쟁에서 가장 먼저 명성을 얻었습니다.
VI.
칼자루와의 전쟁, 그들의 죄책감,
자유인을 속박하여 노예를 대속시키는 사람.
그때까지, 그리고 당혹스럽지 않게, 전투의 칼날을 깎지 말고
마지막 적이 무덤에 내려 앉을 때까지!
VII.
신은 남부를 구하고 신은 남부를 구하고
이제 우리의 길을 따라가는 희미한 눈을 말리십시오.
여전히 가벼운 발이 오렌지 숲을 안전하게 지나갈 수 있도록
여전히 우리가 사랑하는 땅을 당신의 진노로부터 안전하게 지키십시오.
VIII.
신은 남부를 구하고 신은 남부를 구하고
그녀의 제단과 노변, 하나님이 남부를 구하십니다!
큰 전쟁이 가까워지고 우리는이기거나 죽을 것입니다.
전투 외침 "자유 아니면 죽음!"